# Bahram Mavaddat
Bahram Mavaddat (persan : بهرام مودت) (né le 30 janvier 1950 à Téhéran en Iran) est un footballeur international iranien, qui évoluait au poste de gardien de but.

## Biographie

### Carrière en équipe nationale
Il reçoit 10 sélections en équipe d'Iran, entre 1971 et 1977.
Il figure dans le groupe des sélectionnés lors de la Coupe du monde de 1978. Lors du mondial organisé en Argentine, il officie comme gardien remplaçant et ne joue aucun match.

## Palmarès
Persépolis Téhéran
- Championnat d'Iran (2) :
  - Champion : 1973-74 et 1975-76.
  - Vice-champion : 1974-75.